# Apocalipsi: la Segona Guerra Mundial
Apocalipsi: la Segona Guerra Mundial (títol original en francès, Apocalypse, la Seconde Guerre mondiale) és una sèrie de sis documentals francesos de 2009 dirigits per Daniel Costelle i Isabelle Clarke sobre la Segona Guerra Mundial. La música del documental va ser composta per Kenji Kawai. S'ha doblat al català pel canal 33, que la va emetre per primer cop el 12 de maig de 2023.
Les escenes en color del documental correspon per a les escenes bèl·liques, i en blanc i negre per a les escenes de l'Holocaust Jueu que relata el descomunal conflicte entre l'Eix i els Aliats a través de la tràgica destinació dels qui van anar a la guerra (soldats), els qui la van dirigir (polítics i militars) i els qui la van sofrir (civils). Aquesta «horrible encara que familiar» guerra és el conflicte armat més gran i sagnant de la història universal, responsable de la mort de més de 60 milions de persones arreu del món.

## Producció
La sèrie va ser produïda de manera conjunta per CC&C i ECPAD i es compon exclusivament d'imatges reals de la guerra filmades per corresponsals de guerra, soldades, combatents de la resistència i ciutadans privats. La sèrie es mostra en color, amb el metratge en blanc i negre completament acolorit, excepte algunes imatges en color originals. L'única excepció al tractament són la majoria de les escenes de l'Holocaust, que es presenten en blanc i negre original.

## Emissió
Es va emetre per primera vegada del 20 al 27 d'agost i el 3 de setembre de 2009 en la RTBF belga de parla francesa, després el 23 i 30 d'agost i el 6 de setembre a la TSR suís de parla francesa i finalment del 8 al 22 de setembre al canal France 2. Va ser narrat en francès per l'actor i director Mathieu Kassovitz. El documental es va mostrar al Smithsonian Channel dels Estats Units, on va ser narrat per l'actor Martin Sheen, a National Geographic Channel i Channel 4 al Regne Unit, on va ser narrat per l'actor Jonathan Booth, el Canadà, Països Baixos, Polònia, Austràlia, Romania i Àsia, a YLE Teema a Finlàndia, a Rete 4 a Itàlia, a IBA, el canal públic nacional a Israel, a RTP2, el canal públic nacional a Portugal, i a La 2, el canal públic nacional d'Espanya.

## Episodis
| # | Títol          | Contingut |
| - | -------------- | --- |
| 1 | «Agressió»     | (1933-1939): El sorgiment del nazisme, la campanya de Polònia i la falsa guerra.                                                                  |
| 2 | «Esclafament»  | (1940): La caiguda de Dunkerque, la batalla de França i la batalla d'Anglaterra.                                                                  |
| 3 | «El xoc»       | (1941): La invasió de Iugoslàvia, la campanya de Grècia, la batalla de Creta, el setge de Leningrad, l'Operació Barba-roja i la guerra al desert. |
| 4 | «El món crema» | (1941-1942): A l'URSS; les batalles de Smolensk i Moscou, la Operació Fall Blau. En el Pacífic; Pearl Harbor, Midway i Guadalcanal.               |
| 5 | «L'ofec»       | (1942-1944): La batalla de Stalingrad, El Alamein, la campanya d'Itàlia i Kursk.                                                                  |
| 6 | «L'infern»     | (1944-1945): La alliberament de França i invasió d'Alemanya, els bombardejos atòmics sobre el Japó i la rendició total de l'Eix.                  |